# Puchavіtjy rajon
Puchavіtjy rajon (belarusiska: Пухавіцкі раён), även Puchovitji rajon (ryska: Пуховичский район) är  ett distrikt (rajon) i Belarus. Det ligger i Minsks voblast, i den centrala delen av landet, 50 km sydost om huvudstaden Minsk. Dess huvudort är Marina Horka. Antalet invånare är 69 427. Arean är 2,4 kvadratkilometer.
Terrängen i Puchavіtjy rajon är mycket platt.